# Selma (Wirginia)
Selma – jednostka osadnicza w Stanach Zjednoczonych, w stanie Wirginia, w hrabstwie Alleghany.